# ناحية الحاضر
ناحية الحاضر إحدى نواحي سوريا تتبع إداريّاً لمحافظة حلب منطقة جبل سمعان ومركزها بلدة الحاضر، بلغ تعداد سكان الناحية 20,834 نسمة حسب التعداد السكاني لعام 2004.

## بلدات وقرى ناحية الحاضر
دلامة، الحاضر، العيس، مكحلة، جميمة، مريودة، مريمين، تل دادين، تليلات.

## الموقع الجغرافي
تبعد بلدة الحاضر مسافة 20 كيلو متر ( خط نظر ) عن مدينة حلب وتقع جنوبها على امتداد سهول ريف حلب الجنوبي التي يمر من خلالها نهر قويق .

## التركيبة السكانية
تغلب الصبغة العشائرية على سكان بلدة الحاضر، حيث يعود نسب أغلب عائلات البلدة لعشائر عربية عدة كعشيرة المقداد والتي يعود نسبها إلى الصحابي المقداد بن عمرو وقبيلة الجيسات . و تُعد عائلات آل الصالح و آل الحومد وآل الأسعد أكبر عوائل البلدة .

## النشاط الزراعي والتجاري
يعتمد قسم كبير من سكان البلدة في معيشتهم على ما تنتجه محاصيلهم الزراعية . وتملك البلدة أراضي زراعية خصبة يتم سقايتها من نهر قويق الذي يمر بالقرب من البلدة بالإضافة للينابيع الجوفية . ومن أشهر المحاصيل الموسمية التي تشتهر بها بلدة الحاضر : القمح, الشعير ، الفول، الذرة البيضاء، الشوندر السكري، والقطن . إلا أن ارتفاع تكاليف الزراعة بالنسبة لبعض الأهالي دفعهم لبيع حقولهم الزراعية والبدء بنشاط تجاري ومهني, مما حوّل بلدة الحاضر في آخر عشر سنوات إلى قبلة لسكان القرى المجاورة بغية التبضع من أسواقها .

## تاريخ بلدة الحاضر[2]
لبلدة الحاضر تاريخ ضارب في القدم منذ العصر الروماني وكانت تقطنها قبيلة التنوخ إلى أن جاء الفتح الإسلامي بقيادة خالد بن الوليد والذي دخلها مع جيشه بدون قتال . وكانت عبر التاريخ مهداً لكثير من الصراعات والحروب والتنافسات بين الدول بسبب موقعها القريب من مدينة حلب التاريخية والحاضرة التاريخية المجاورة لها قنسرين .

## بلدة الحاضر والثورة السورية[3]
تفاعلت بلدة الحاضر مع مجريات الثورة السورية بخجل في السنة الأولى منها, حيث شاركت بعدد محدود من المظاهرات ضد النظام السوري إلى أن قام الجيش السوري الحر بطرد قوات النظام منها في تموز 2012 حيث شهدت بعدها مظاهرات عديدة تناهض النظام السوري فيها .
تعرضت بلدة الحاضر لقصف النظام بمختلف أنواع الأسلحة مرات عديدة أشدها في 18.03.2013. حيث تم استهداف البلدة بأربعة براميل متفجرة من قبل مروحيات تابعة للنظام السوري سقط على إثرها عشرين شخصاً من أهالي البلدة المدنيين أكثر من نصفهم من النساء والأطفال .
وفي الشهر العاشر من عام 2015 قامت قوات النظام السوري مدعومة بالعديد من الميليشات العراقية والأفغانية واللبنانية مع قوات من فيلق القدس الإيراني بقيادة قاسم سليماني بتدمير البلدة بمختلف أنواع الأسلحة وتهجير سكانها إلى أرياف حلب وإدلب . ولتتمكن بعدها من اقتحام البلدة .